# مارتن ديوتش
مارتن ديوتش (بالإنجليزية: Martin Deutsch)‏ هو فيزيائي وأستاذ جامعي أمريكي، ولد في 29 يناير 1917 في فيينا في النمسا، وتوفي في 16 أغسطس 2002 في كامبريدج في الولايات المتحدة.

## وصلات خارجية
- مارتن ديوتش على موقع إن إن دي بي (الإنجليزية)